# Pelem (Jatisrono)
Pelem is een bestuurslaag in het regentschap Wonogiri van de provincie Midden-Java, Indonesië. Pelem telt 1906 inwoners (volkstelling 2010).